# Neopren

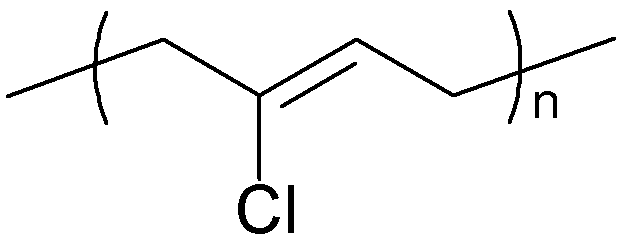
Polichloropren

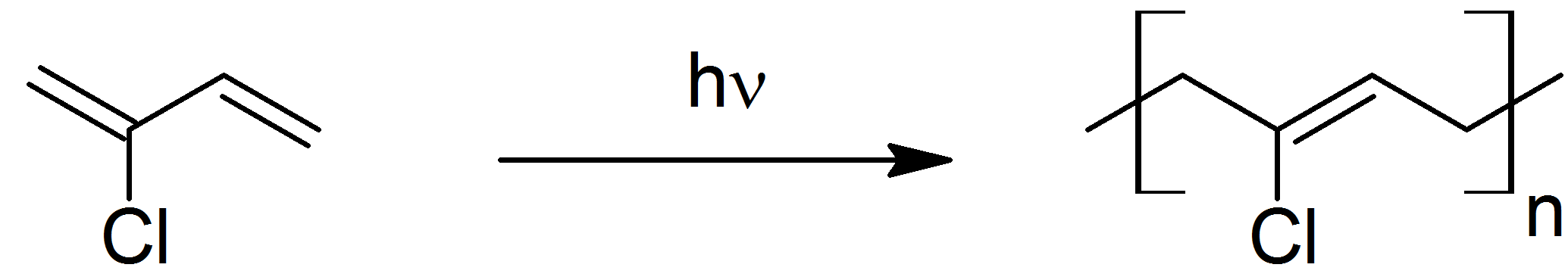
Synteza neoprenu

Neopren – nazwa handlowa kauczuku syntetycznego otrzymywanego w wyniku polimeryzacji emulsyjnej chloroprenu (2-chlorobuta-1,3-dien) - polichloroprenu. W porównaniu z kauczukiem naturalnym i tradycyjnymi kauczukami syntetycznymi, opartymi na butadienie ma większą odporność na oleje i inne rozpuszczalniki organiczne, wolniej również ulega starzeniu. Ma własności samogasnące. Neopren jest zadomowioną w Polsce nazwą potoczną, oficjalnie jest to nazwa handlowa należąca od 1931 r. do amerykańskiego koncernu chemicznego DuPont.
Neopren wykorzystuje się do produkcji klejów neoprenowych, np. butaprenu. Z mieszanek neoprenowych poddanych procesowi wulkanizacji otrzymuje się tworzywa podobne do gumy, przy czym neopren wulkanizuje się nie siarką (jak w przypadku kauczuków tradycyjnych), lecz tlenkami cynku lub magnezu. Mieszanki neoprenowe wykorzystywane są do produkcji artykułów technicznych odpornych na wyżej wymienione ciecze, oraz produktów o przedłużonej żywotności. Produkowane z nich są elementy armatury laboratoryjnej i przemysłowej, jak np. uszczelki, węże laboratoryjne, przyssawki itp. Wykorzystuje się je również do produkcji tkanin podgumowanych (np. do łodzi pneumatycznych).
Zmodyfikowany neopren stosuje się też do produkcji skafandrów nurkowych, odzieży ochronnej do uprawiania sportów wodnych i opasek rehabilitacyjnych. Poddaje się go wówczas obróbce, w wyniku której uwięzione zostają w jego strukturze pęcherzyki gazu. Tak spieniony neopren stanowi dobrą, elastyczną ochronę termiczną.
Crush neopren - to neopren w arkuszach, poddany powtórnemu sprasowaniu w wysokiej temperaturze w celu wyeliminowania pęcherzyków powietrza i uzyskania wytrzymałego i szczelnego materiału o niewielkiej grubości, zazwyczaj 2-4 mm. Służy m.in. do wytwarzania suchych skafandrów nurkowych.